# Tossal del Maset
El Tossal del Maset és una muntanya de 254 metres que es troba al municipi d'Albesa, a la comarca catalana de la Noguera.